# Пицца Маргарита
Пицца Маргарита (итал. Pizza Margherita) — типичная неаполитанская пицца, c измельчёнными и очищенными помидорами, моцареллой, свежими листьями базилика и оливковым маслом. Тесто готовят из муки, воды, соли и дрожжей.
Пиццайоло растягивает тесто от центра, придавая ему форму диска. После этого его покрывают сверху начинками и запекают в дровяной печи, которая традиционно делается из кирпича (в настоящее время также используются электрические или газовые печи). Пиццу Маргариту обычно подают горячей на тарелке или сложенной вчетверо и завёрнутой в бумагу (pizza a portafoglio или a libretto).

## История

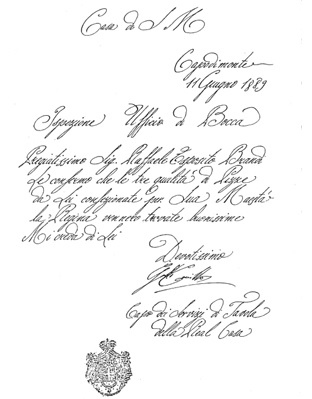
Предполагаемое благодарственное письмо Камилло Галли за пиццу, приготовленную Рафаэлем Эспозито для королевы Маргариты Савойской

Популярная легенда гласит, что пицца Маргарита была изобретена в июне 1889 года, когда Королевский дворец Каподимонте поручил неаполитанскому пиццайоло Рафаэле Эспозито создать пиццу в честь приехавшей сюда королевы Маргариты. Из трёх разных пицц, которые он создал, королева предпочла пиццу, окрашенную в цвета итальянского флага — красный (помидор), зелёный (базилик) и белый (моцарелла). Предположительно, этот вид пиццы тогда был назван в честь королевы, а официальное письмо о признании от «руководителя службы» королевы до сих пор выставлено на витрине в заведении Эспозито, которое теперь называется Pizzeria Brandi. Более поздние исследования поставили под сомнение эту легенду, усомнившись в подлинности письма и указав, что ни одно средство массовой информации того периода не сообщало о предполагаемом визите и что и история и название «Маргарита» впервые прозвучали в 1930—1940-х годах.
Прототипы пиццы Маргарита, вероятно, возникли в результате использования похожих начинок, которые уже присутствовали в Неаполе между 1796 и 1810 годами. В 1849 году Эмануэле Рокко записал различные начинки для пиццы, включая базилик, помидоры и тонкие ломтики моцареллы; моцареллу нарезали тонкими ломтиками и добавляли к другим начинкам.

## Галерея

Традиционная неаполитанская пицца Маргарита
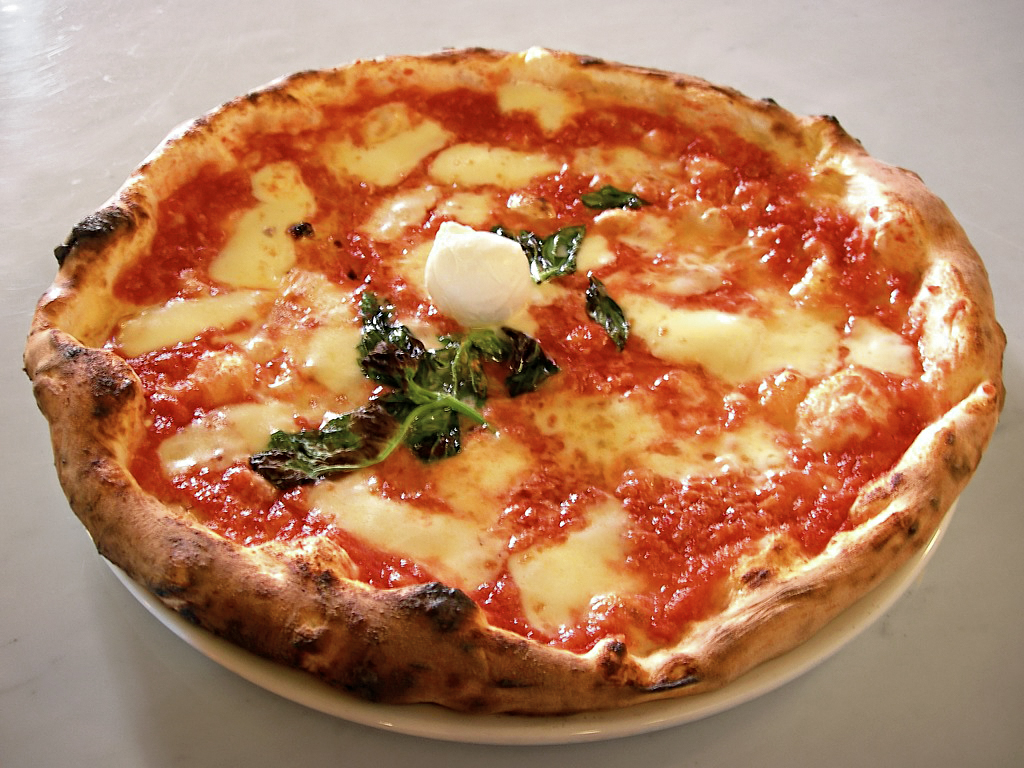
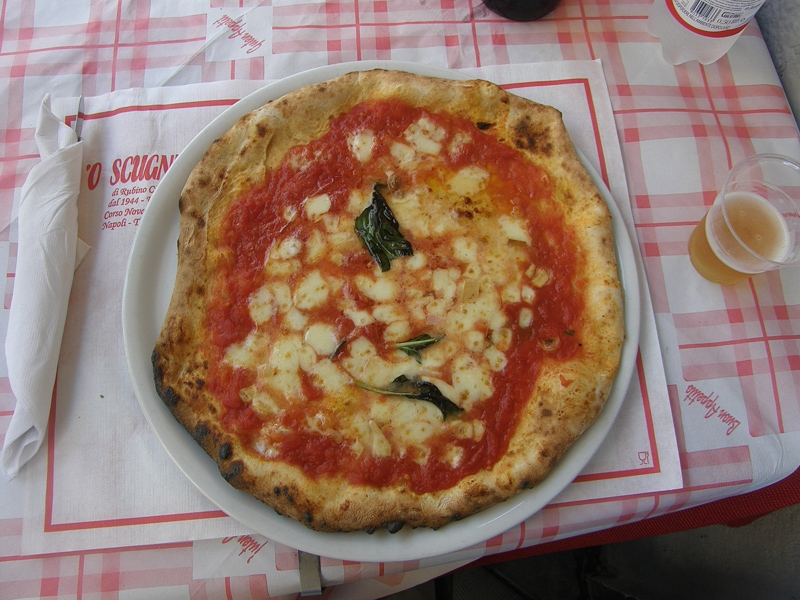
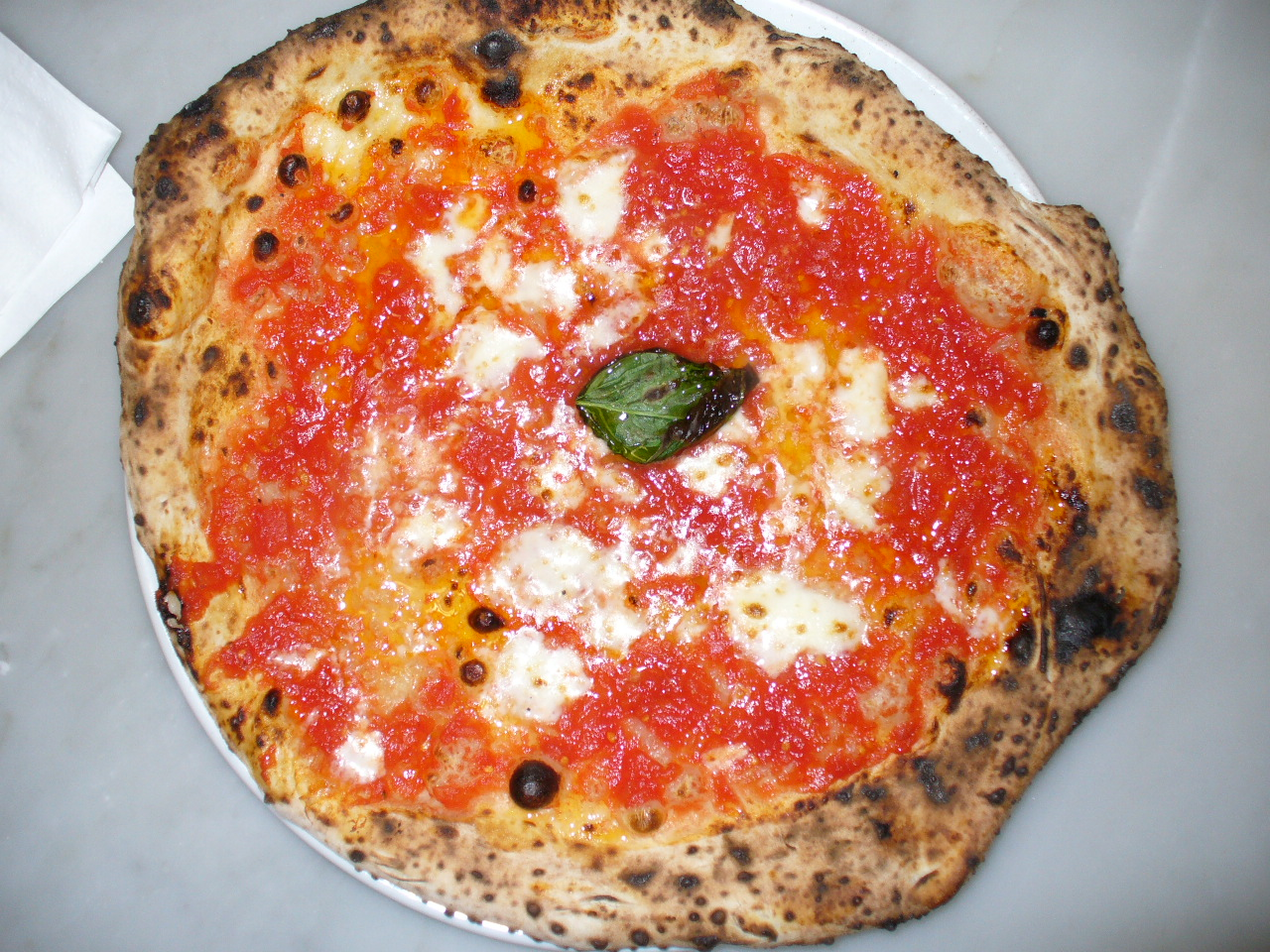
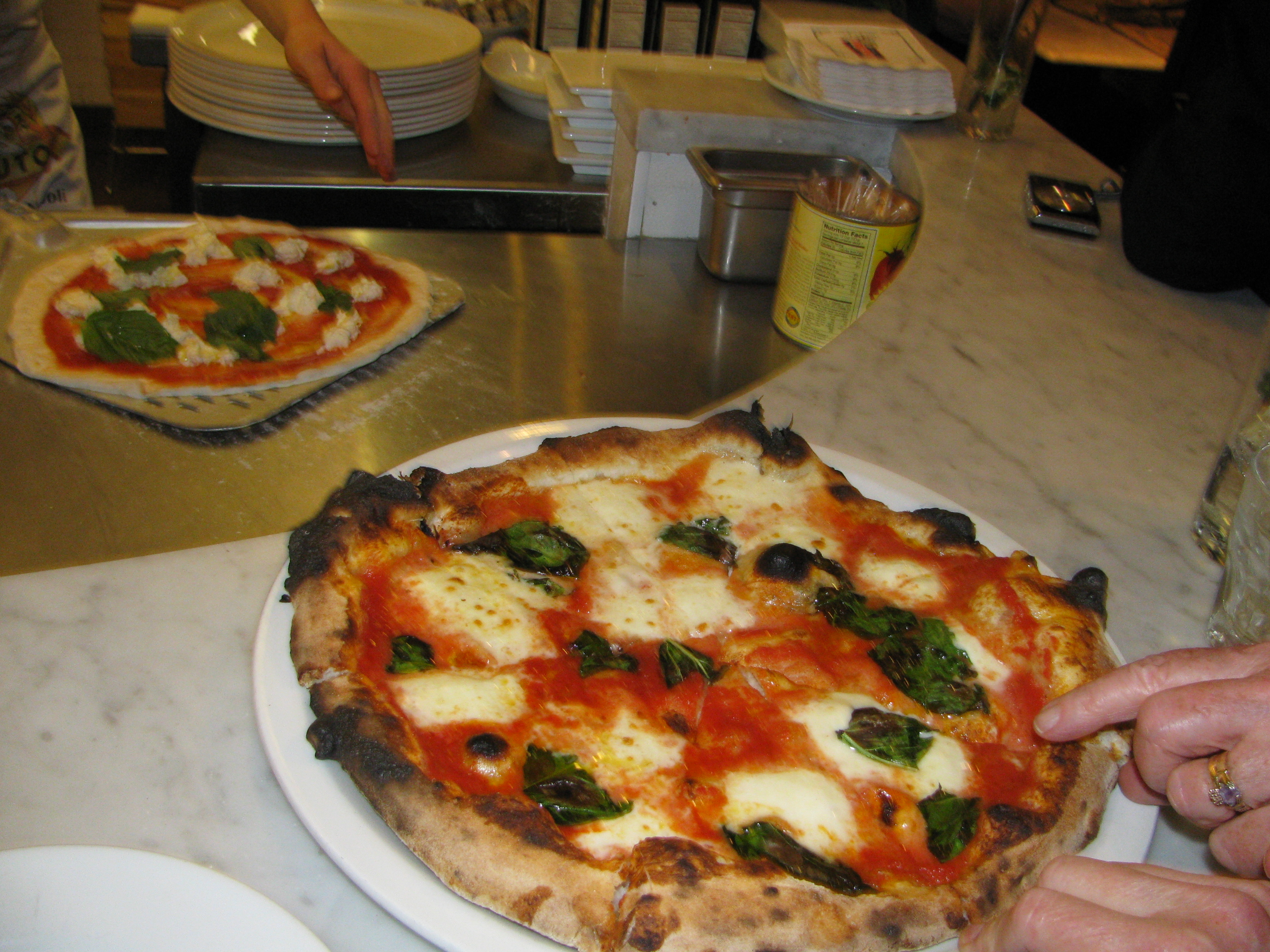
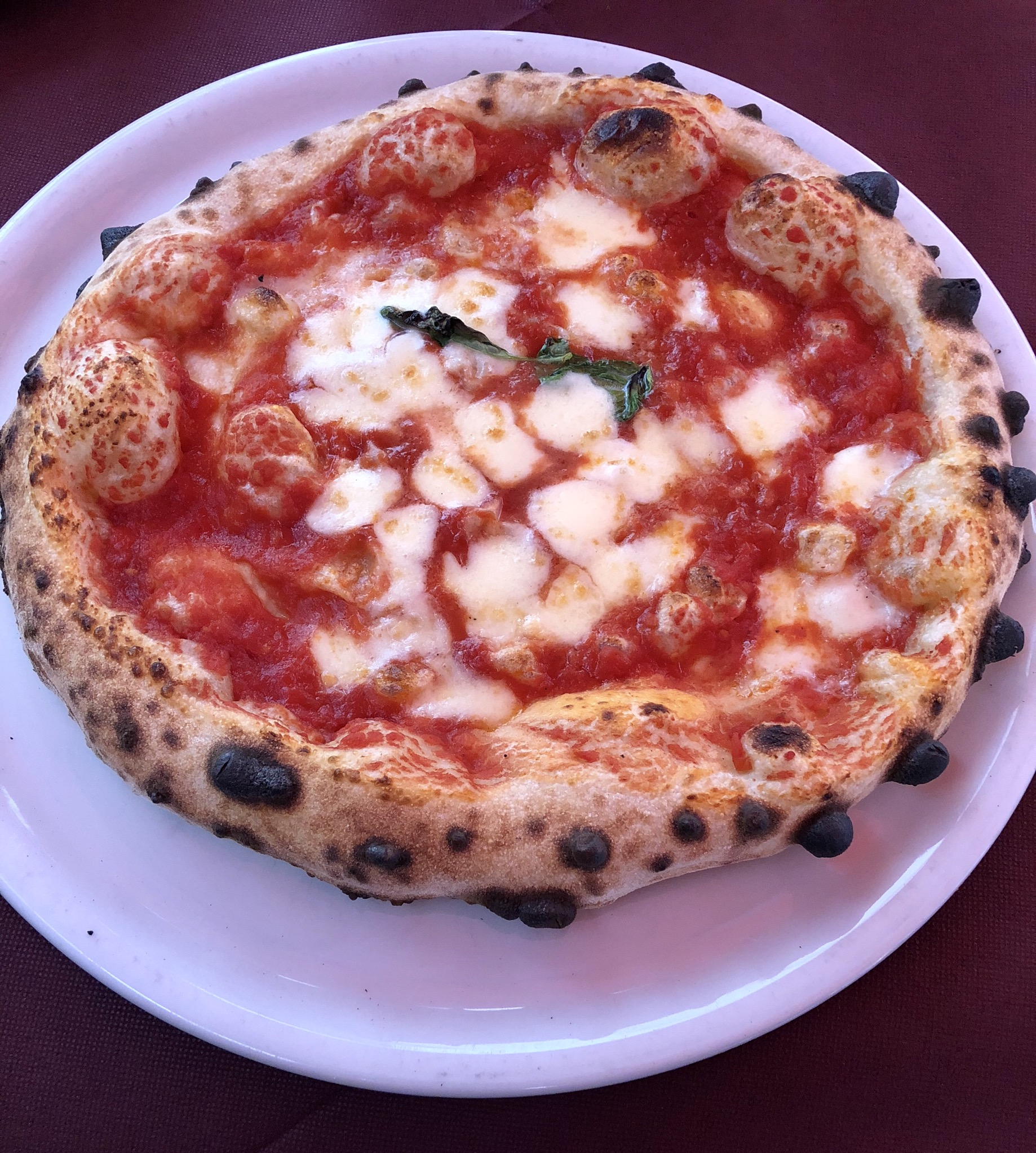
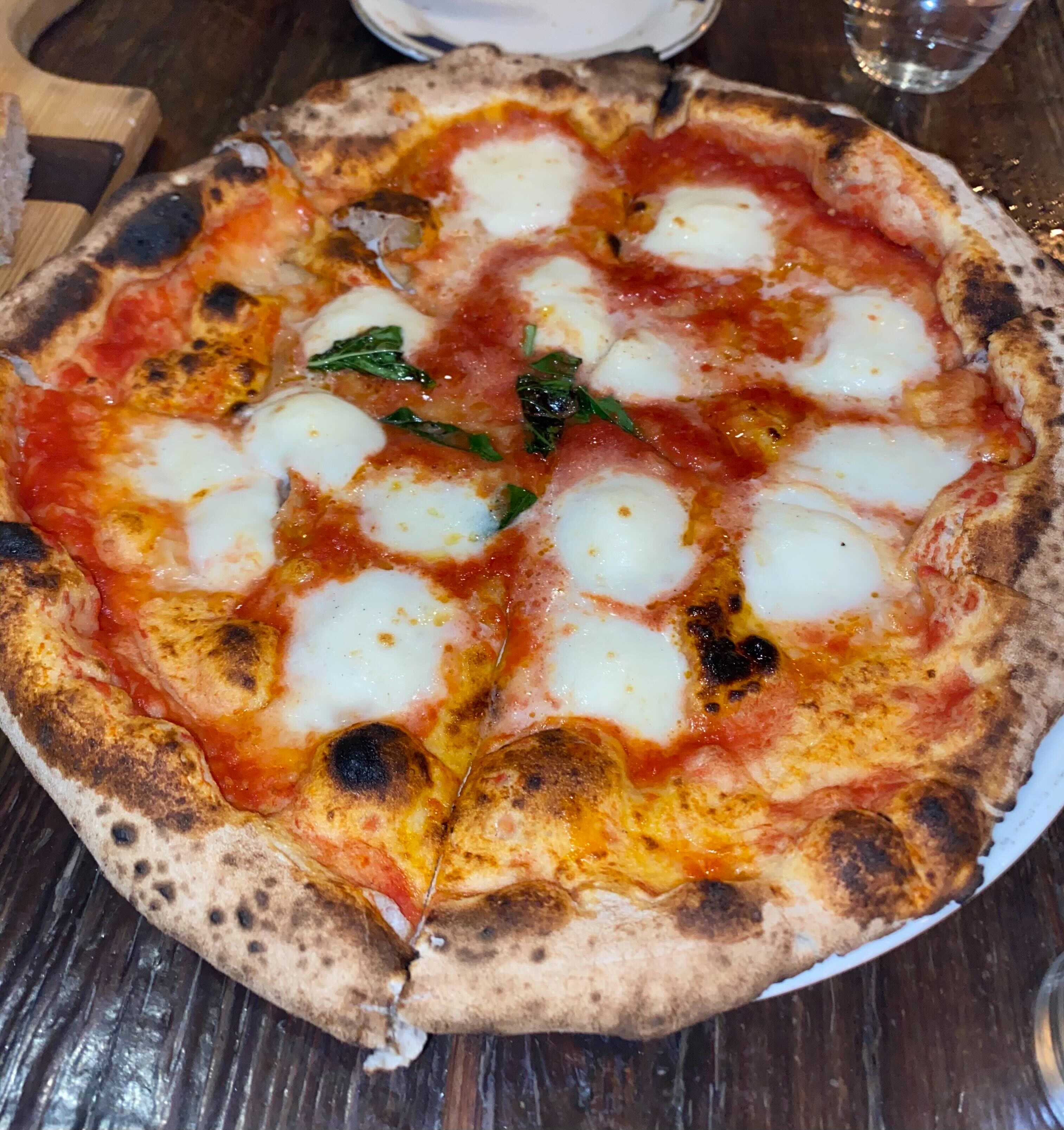